# Liste der Monuments historiques in Rozières-sur-Mouzon
Die Liste der Monuments historiques in Rozières-sur-Mouzon führt die Monuments historiques in der französischen Gemeinde Rozières-sur-Mouzon auf.

## Liste der Immobilien
| Bezeichnung       | Beschreibung                                           | Standort               | Kennzeichnung | Schutzstatus   | Datum     | Bild           |
| ----------------- | ------------------------------------------------------ | ---------------------- | ------------- | -------------- | --------- | -------------- |
| Kirche Notre-Dame | ab dem 12. Jahrhundert; Portal aus dem 15. Jahrhundert | Rue de l’Église (Lage) | PA00107270    | Inscrit Classé | 1926 1994 | weitere Bilder |

## Liste der Objekte
| Bezeichnung               | Beschreibung                                            | Standort                                    | Kennzeichnung | Schutzstatus | Datum | Bild |
| ------------------------- | ------------------------------------------------------- | ------------------------------------------- | ------------- | ------------ | ----- | ---- |
| Glocke                    | Bronze, 1660 gegossen                                   | in der Kapelle Notre-Dame-de-Varouse (Lage) | PM88000826    | Classé       | 1922  |      |
| Skulptur Madonna mit Kind | Holz, farbig gefasst, erste Hälfte des 18. Jahrhunderts | in der Kapelle Notre-Dame-de-Varouse (Lage) | PM88000827    | Classé       | 1965  |      |